# Mister Kelly's
ミスターケリーズ（Mister Kelly's）は、大阪府大阪市北区曾根崎新地に存在したジャズ・クラブ。

## 概要
かつて一流アーティストへの登竜門として名を馳せた、アメリカ・シカゴの「ミスターケリーズ」から名称の使用許可を得て1990年9月1日に開業。2023年7月31日閉業。姉妹店として「ミスターケリーズ・サイドバー」が隣接していた。別の運営でMister Kelly's跡地にJazz Club GALLON（ジャズクラブガロン）が2024年3月1日に開業している。

## 歴史
1990年9月1日、シカゴの北ラッシュ通り1028番地にあった本家Mister Kelly’sから名称の使用許可を得て、「COFFEE and JAZZ VOX Mister Kelly’s」として大阪・西梅田で開業。バブル後期の華々しい時代、西梅田界隈では国道２号線沿いにニューヨークの流れを汲むブルーノート・大阪やジャズ喫茶の老舗ドン・ショップがあり、夜半過ぎまでジャズファン、仕事終わりのジャズミュージシャンが行き交っていた。
1995年、阪神・淡路大震災の影響により改修工事を実施。5月8日「Sophiscated Jazz Vox Mister Kelly’s」としてリニューアルオープン。当時、週の前半はライブの代わりに大型スクリーン上映によるシネマジャズルーム、後半はライブを行うことで営業体制を立て直していた。震災の一年後には19時開演の3ステージのライブに加え、24時からミッドナイトライブを2ステージ行う2部構成のジャズ・クラブとしての活気を取り戻した。
2001年9月、店舗の大規模リニューアルを機に、それまでの関西在住ミュージシャンのラインナップに加え、関東や海外からの出演が増え、よりライブに特化した営業方針に移行した。
2005年、15周年に当たる9月に季刊誌「Mister Kelly’s Press」の発刊やラジオ関西との共同企画によるジャズ番組「ミスターケリーズ・ジャズナイト」が毎週日曜午後10時から30分間放送された。この頃には1日2ステージのみの営業が基本となった。
その後、閉業の2023年に至るまで同店の周年記念公演にはケニー・ワシントンやルイス・ナッシュ、ビリー・キルソン、カート・ローゼンウィンケル、パット・マルティーノ、クリスチャン・マクブライド、ケニー・バロン、ロン・カーター等ジャズのレジェンド達が出演し、日本を代表するジャズ・クラブとして発展を遂げた。また、NANIWA EXPRESSの6日連続公演や神保彰ワンマンオーケストラ7日間連続公演が名物となっていた。
2023年、惜しまれつつも7月31日に閉業。

## ミスターケリーズ・レーベル
- Emiko Tada and Friends - "EMIKO TADA AND FRIENDS" (MK2001) 2001.6.20
- Woong San - "Introducing WOONG SAN" (KWCK2002) 2004.5.21
- Rika Tanaka - "On Green Dolphin Street" (KWCK2003) 2004.5.21
- Carlos Johnson - "in and out" (KWCK2004) 2004.10.20
- Julie Minami - "The Good Life +1" (MK20041) 2004.10.25
- Woong San - "CALL ME" (MRKL006) 2006.4.3
- Kazuyo Nishihira - "Honeysuckle Rose" (MRKL0088) 2012.7.1
- Yuka Yamazoe - "EAST Color/WEST color" (GAKO1002/GAKO1003) 2018.4.25
- Mayumi Abe - "FLOW" (CR09) 2018.10.31
- Fujii Miho - "P.S. I Love You" (MKC2021/MKV2021) 2021.2.14

## ライブ録音作品
- Mutsuko Kawamoto - "LIVE AT MISTER KELLY'S" (JLR1201) 2012.1.15
- GINGERBREAD BOYS - "LIVE!!" (OEM0004) 2014.3.19
- Yasuko Nakatani - "Yasuko meets Lewis at Mister Kelly's" (DLC3) 2014.11.19
- Hiroshi Hata - "Trio Live feat. Lewis Nash" (COMK004) 2017.8.2